# 563 Suleika
563 Suleika là một tiểu hành tinh ở vành đai chính. Nó được xếp loại tiểu hành tinh kiểu S. Tiểu hành tinh này do Paul Götz phát hiện ngày 6.4.1905 ở Heidelberg, và được đặt theo tên Suleika trong tác phẩm Westöstlicher, tập hợp các bài thơ trữ tình của Johann Wolfgang Goethe.